# Discocalyx listeri
Discocalyx listeri är en viveväxtart som beskrevs av Carl Christian Mez och Stapf. Discocalyx listeri ingår i släktet Discocalyx och familjen viveväxter. Inga underarter finns listade i Catalogue of Life.